# The Man Who Sold the World
《The Man Who Sold the World》는 영국의 록 뮤지션 데이비드 보위의 세 번째 정규 음반이다. 원래 미국에서 머큐리 레코드를 통해 1970년 11월 4일 발표되었고, 이어서 영국에서 1971년 4월 발표된다. 보위는 음반을 프로듀서 토니 비스콘티와 함께 런던 트라이덴트 스튜디오와 웨스트런던 애드비전 스튜디오에서 녹음했다.
저자 데이비드 버클리는 보위의 이전 음반 《David Bowie (Space Oddity)》을 "제대로 된 보위의 첫 음반"이라고 했지만, NME의 평론가 로이 칼과 찰스 세르 머레이는 "이것이야 말로 진정한 이야기의 시작"이라고 했다. 웅장한 어쿠스틱 노래로 출발하는 《The Man Who Sold the World》은 하드 록과 헤비 메탈 음반으로 간주되고 있다.

## 곡 목록
전체 작사·작곡: 데이비드 보위
| #  | 제목                      | 재생 시간 |
| -- | ------------------------- | --------- |
| 1. | 〈The Width of a Circle〉 | 8:05      |
| 2. | 〈All the Madmen〉        | 5:38      |
| 3. | 〈Black Country Rock〉    | 3:32      |
| 4. | 〈After All〉             | 3:52      |

| #  | 제목                           | 재생 시간 |
| -- | ------------------------------ | --------- |
| 5. | 〈Running Gun Blues〉          | 3:11      |
| 6. | 〈Saviour Machine〉            | 4:25      |
| 7. | 〈She Shook Me Cold〉          | 4:13      |
| 8. | 〈The Man Who Sold the World〉 | 3:55      |
| 9. | 〈The Supermen〉               | 3:38      |

## 참여 인원
- 데이비드 보위 – 보컬, 기타, 실로폰, 오르간, 색소폰
- 믹 론슨 – 기타, 백 보컬
- 토니 비스콘티 – 베이스 기타, 피아노, 기타, 리코더, 프로듀서, 백 보컬
- 믹 우드맨시 – 드럼, 타악기
- 랄프 맨시 – 무그 모듈러 신시사이저
- 켄 스콧 – 엔지니어

## 차트
| 차트 (1972–73)           | 최고 순위 |
| ------------------------ | --------- |
| 영국 음반 차트           | 24        |
| 미국 빌보드 200          | 105       |
| 차트 (1990)              | 최고 순위 |
| 영국 음반 차트           | 66        |
| 차트 (2016)              | 최고 순위 |
| 이탈리아 음반 (FIMI)     | 49        |
| 영국 음반 차트           | 21        |
| 미국 탑 팝 카탈로스 앨범 | 38        |